# Philip Weil
Philip Weil (* 20. März 1990) ist ein deutscher Schauspieler.

## Leben
Philip Weil besuchte das Gymnasium Neubiberg. Er begann beim Schultheater mit der Schauspielerei. 2005 stand er in der TV-Serie K11 – Kommissare im Einsatz das erste Mal vor der Kamera und spielte unter anderem bei der Pro7 Märchenstunde mit. Nach einem Auslandssemester in New York übernahm Weil die Rolle des Finn in der 2. Staffel der BR-Serie Fluch des Falken.
Weil spielt unter anderem hobbymäßig Fußball, derzeit beim FC Aschheim.

## Filmografie
- 2009: Die ProSieben Märchenstunde – 1001 Nacht (TV-Serie, ProSieben) als Ben.
- 2012: Fluch des Falken (Fernsehserie) als Finn.
- 2013: Lästerschwein (Kurzspielfilm) als Nebenrolle Steffen.
- 2014: Im Namen der Gerechtigkeit – Wir kämpfen für Sie! (Fernsehserie)